# Maya
Maya，全稱Autodesk Maya，是一種三维计算机图形软件，被廣泛用于電影、電視、廣告、電腦遊戲和電視遊戲等的数码特效創作。曾獲奧斯卡科學技術貢獻獎等殊榮。

## 历史
Maya推出時一共有兩個版本，一個是Maya Complete，另一個是Maya Unlimited。Maya Complete包含了Maya的大部分功能，Maya Unlimited则包含了Maya的所有功能。Maya Unlimited剛推出時，價錢貴到令一般家庭使用者卻步，但目前的價錢已經跟其他三維運算軟體不相上下。此外，也有非商業用途的Maya Personal Learning Edition（PLE）版本，這個版本是完全免費的，當使用到某些關鍵功能時，會不斷跳出巨大的標題提醒你，不得將此版本挪做商業用途，而且製成品中也會有浮水印出現。Maya 2010以后版本被Autodesk统一，不再有Complete和Unlimited之分。
2005年10月4日，生產3D Studio Max的Autodesk公司宣佈正式以$1.82億美元收購開發Maya的Alias。

### 获奖
- 2003年3月1日   在技术成就方面获奥斯卡。
- 2005年  与其他获奖者共享一个奥斯卡。
- 2008年2月8日  Duncan Brinsmead, Jos Stam, Julia Pakalns和Martin Werner因Maya流体特效系统的设计与应用获得奥斯卡

## 概述

### 组件
- 流体

在maya4.5中增加的功能，可以有效制作烟、火、云层、爆炸、岩浆、泥浆等效果。
- 经典布料

现在已被更快、更灵活的nCloth取代，在此之前人们通常使用第三方插件，比较著名的有Syflex Effects
- nCloth

可以快速的创建布料，如衣服、旗帜等
- 毛发

通常被用来模拟较短的毛发，例如草、地毯，这种方式产生的毛发，毛发与毛发之间不存在碰撞，
- nHair

通常被用来模拟较长的头发，例如复杂的头型，烫发、辫子，等以NURBS曲线为基础
- 粒子系统

可以模拟各种复杂的3d效果，包括液体、云、烟、喷雾和灰尘。
- nParticle

nParticles比玛雅之前的粒子系统更灵活，nParticle可以模拟粘性液体并支持真正粒子与粒子之间的碰撞。

## 行业影响及使用
Maya的推出一舉降低了三維動畫製作的成本，在Maya推出之前的商業三維動畫製作基本上由基於SGI工作站的Softimage軟體所壟斷，Maya採用Windows NT作為操作系统的PC，降低了設備要求，促進了三維動畫的普及，隨後Softimage也開始向PC平台移植。

## 版本历史
- 版本2026：2025年3月（北美），2025年4月（欧洲·澳洲），2025年5月（日本·韩国），2025年6月（台湾·香港）
- 版本2025：2024年3月（北美），2024年4月（欧洲·澳洲），2024年5月（日本·韩国），2024年6月（台湾·香港）
- 版本2024：2023年3月（北美），2023年4月（欧洲·澳洲），2023年5月（日本·韩国），2023年6月（台湾·香港）
- 版本2023：2022年3月（北美），2022年4月（欧洲·澳洲），2022年5月（日本·韩国），2022年6月（台湾·香港）
- 版本2022：2021年3月（北美），2021年4月（欧洲·澳洲），2021年5月（日本·韩国），2021年6月（台湾·香港）
- 版本2020：2020年3月（北美），2020年4月（欧洲·澳洲），2020年5月（日本·韩国），2020年6月（台湾·香港）
- 版本2019：2019年5月（北美），2019年6月（欧洲·澳洲），2019年7月（日本·韩国），2019年8月（台湾·香港）
- 版本2018：2017年9月（北美），2017年10月（欧洲·澳洲），2017年11月（日本·韩国），2017年12月（台湾·香港）
- 版本2017：2016年9月（北美），2016年10月（欧洲·澳洲），2016年11月（日本·韩国），2016年12月（台湾·香港）
- 版本2016：2015年6月（北美），2015年7月（欧洲·澳洲），2015年8月（日本·韩国），2015年9月（台湾·香港）
- 版本2015：2014年4月（北美），2014年5月（欧洲·澳洲），2014年6月（日本·韩国），2014年7月（台湾·香港）
- 版本2014：2013年3月（北美），2013年4月（欧洲·澳洲），2013年5月（日本·韩国），2013年6月（台湾·香港）
- 版本2013：2012年3月（北美），2012年4月（欧洲·澳洲），2012年5月（日本·韩国），2012年6月（台湾·香港）
- 版本2012：2011年4月（北美），2011年5月（欧洲·澳洲），2011年6月（日本·韩国），2011年7月（台湾·香港）
- 版本2011：2010年4月（北美），2010年5月（欧洲·澳洲），2010年6月（日本·韩国），2010年7月（台湾·香港）
- 版本2010：2009年8月（北美），2009年9月（欧洲·澳洲），2009年10月（日本·韩国），2009年11月（台湾·香港）
- 版本2009：2008年10月（北美），2008年11月（欧洲·澳洲），2008年12月（日本·韩国），2009年1月（台湾·香港）
- 版本2008：2007年9月（北美），2007年10月（欧洲·澳洲），2007年11月（日本·韩国），2007年12月（台湾·香港）
- 版本8.5：2007年1月（北美），2007年2月（欧洲·澳洲），2007年3月（日本·韩国），2007年4月（台湾·香港）
- 版本8：2006年8月（北美），2006年9月（欧洲·澳洲），2006年10月（日本·韩国），2006年11月（台湾·香港）
- 版本7：2005年8月（北美），2005年9月（欧洲·澳洲），2005年10月（日本·韩国），2005年11月（台湾·香港）
- 版本6.5：2005年1月（北美），2005年2月（欧洲·澳洲），2005年3月（日本·韩国），2005年4月（台湾·香港）
- 版本6：2004年5月（北美），2004年6月（欧洲·澳洲），2004年7月（日本·韩国），2004年8月（台湾·香港）
- 版本5：2003年5月（北美），2003年6月（欧洲·澳洲），2003年7月（日本·韩国），2003年8月（台湾·香港）
- 版本4.5：2002年7月（北美），2002年8月（欧洲·澳洲），2002年9月（日本·韩国），2002年10月（台湾·香港）
- 版本4：2001年6月（北美），2001年7月（欧洲·澳洲），2001年8月（日本·韩国），2001年9月（台湾·香港）
- 版本3.5：2001年10月（北美），2001年11月（欧洲·澳洲），2001年12月（日本·韩国），2002年1月（台湾·香港）
- 版本3：2000年2月（北美），2000年3月（欧洲·澳洲），2000年4月（日本·韩国），2000年5月（台湾·香港）
- 版本2.5：1999年11月（北美），1999年12月（欧洲·澳洲），2000年1月（日本·韩国），2000年2月（台湾·香港）
- 版本2：1999年6月（北美），1999年7月（欧洲·澳洲），1999年8月（日本·韩国），1999年9月（台湾·香港）
- 版本1.5：1998年10月（北美），1998年11月（欧洲·澳洲），1998年12月（日本·韩国），1999年1月（台湾·香港）
- 版本1：1998年2月（北美），1998年3月（欧洲·澳洲），1998年4月（日本·韩国），1998年5月（台湾·香港）

## 外部連結
- Maya產品頁 （页面存档备份，存于）
- Autodesk首頁 （页面存档备份，存于）